# Loxosoma sam
Loxosoma sam är en bägardjursart som beskrevs av Nielsen 1996. Loxosoma sam ingår i släktet Loxosoma och familjen Loxosomatidae. Inga underarter finns listade i Catalogue of Life.